# Relaciones Argentina-Cuba
Las relaciones Argentina–Cuba se refiere a las relaciones diplomáticas entre la República Argentina y la República de Cuba. Ambas naciones son miembros de la Asociación Latinoamericana de Integración, Comunidad de Estados Latinoamericanos y del Caribe y las Naciones Unidas.

## Historia de las relaciones diplomáticas
Argentina y Cuba comparten una historia común en el hecho de que ambas naciones fueron una vez parte del Imperio español. En 1816, Argentina obtuvo su independencia y en 1902, Cuba obtuvo su independencia después de la Guerra hispano-estadounidense. El 12 de mayo de 1909, Argentina y Cuba establecieron oficialmente relaciones diplomáticas. Inicialmente, las relaciones eran limitadas entre ambas naciones debido a sus distancias geográficas.
Las relaciones comenzaron a volverse más cercanas en la década del 40 y los 50, en 1948 tras una histórica sequía en la isla seguida de una temporada de huracanes que devastó parte de la cosecha cafetalera y azucarera de  el gobierno argentino de Juan Domingo Perón envío alimentos junto con un crédito de 120 millones de dólares para ayudar a la Isla, en 1949 300 ingenieros argentinos fueron enviados por el gobierno peronista a asesorar a Cuba para llevar adelante el plan de obras públicas del gobierno del Dr. Ramón Grau San Martín, inspirado en el primer plan quinquenal de Juan Domingo Perón.
En enero de 1959, el líder revolucionario cubano, Fidel Castro ingresó a La Habana y tomó el control del país. Después de la revolución, Argentina mantuvo relaciones con el nuevo gobierno cubano y en mayo de 1959, Castro hizo una visita a Argentina y se reunió con el presidente argentino Arturo Frondizi. En agosto de 1961, el comandante revolucionario cubano nacido en Argentina, Ernesto "Che" Guevara regresó secretamente a Argentina durante unas horas y se reunió con el presidente Arturo Frondizi y una tía suya antes de dejar el país.

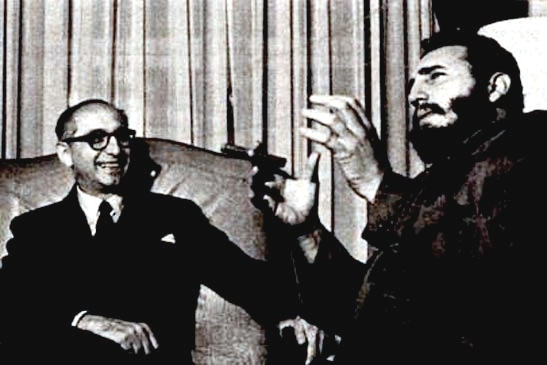
Presidente argentino Arturo Frondizi con el presidente cubano Fidel Castro en Buenos Aires, 1959.

En diciembre de 1961, Cuba se declaró marxista y socialista, y se alineó con la Unión Soviética. Como resultado, y por presión de los Estados Unidos, el 21 de enero de 1962, Cuba fue expulsada de la Organización de los Estados Americanos (OEA) y en septiembre de 1962, los Estados Unidos impusieron un embargo total sobre Cuba. Ese mismo año, por insistencia estadounidense, Argentina y todas las naciones latinoamericanas (con la excepción de México) rompieron relaciones diplomáticas con Cuba en un esfuerzo por aislar al gobierno de Castro.
El 28 de mayo de 1973, bajo el presidente Héctor Cámpora, Argentina se convirtió en la tercera nación (después de Chile y Perú) en restablecer relaciones diplomáticas con Cuba. El expresidente cubano Osvaldo Dorticós Torrado se convirtió en embajador a la Argentina. Las relaciones entre ambas naciones mejoraron enormemente bajo la presidencia de Juan Perón. Argentina le otorgó a Cuba un crédito de $200 millones de dólares por año durante seis años. Durante la dictadura militar argentina (1976-1983), Cuba mantuvo relaciones tensas con Argentina. Durante la última dictadura cívico militar, el terrorismo de Estado provocó el exilio masivo de argentinos. España, México, Cuba y Brasil, fueron algunos de los refugios durante la década del '70 y 80.
Durante la guerra de las Malvinas entre Argentina y el Reino Unido entre abril-junio de 1982; Cuba apoyó los derechos de Argentina sobre las Islas Malvinas y canalizó armas a Argentina desde Libia a través de Brasil. En octubre de 1986, el presidente argentino Raúl Alfonsín realizó una visita oficial a Cuba, convirtiéndose en el primer presidente argentino en hacerlo. En 1995, Castro regresó a Argentina para asistir a la 5.ª Cumbre Iberoamericana en Bariloche donde se reunió con el presidente argentino Carlos Menem.

Las relaciones entre Argentina y Cuba mejoraron durante la presidencia de Néstor Kirchner. En 2003, Fidel Castro regresó a Argentina para asistir a la toma de posesión del Presidente Kirchner. Castro regresó por última vez a Argentina en 2006 para asistir a la cumbre Mercosur en Córdoba. En julio de 2006, el hermano menor de Fidel, Raúl Castro, asumió el cargo de presidente interino de Cuba y en 2008, Raúl se convirtió en presidente oficial de Cuba visitando la Argentina en mayo de 2008. En 2009, la Presidenta argentina Cristina Fernández de Kirchner visitó Cuba y visitó a Fidel y Raúl Castro. La presidenta Fernández de Kirchner volvería a visitar Cuba en 2013.

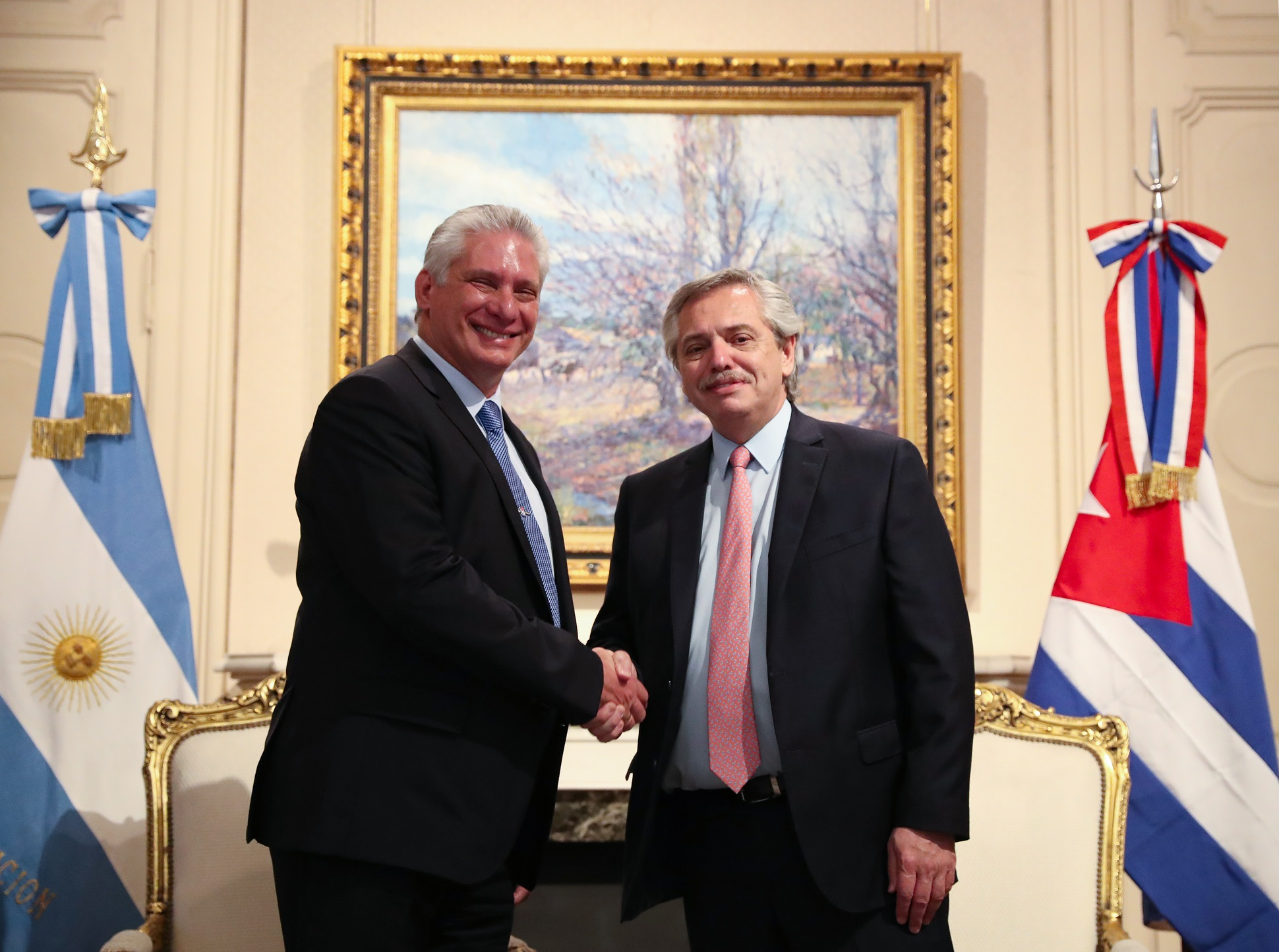
Presidente Alberto Fernández con el presidente Miguel Díaz-Canel, 2019.

En diciembre de 2015 Mauricio Macri fue elegido presidente de Argentina. En octubre de 2016, los presidentes Raúl Castro y Mauricio Macri se reunieron en Cartagena de Indias, Colombia. Ambos líderes asistieron como testigos de la firma del tratado de paz entre el Gobierno colombiano y las Fuerzas Armadas Revolucionarias de Colombia (FARC). Durante su reunión, ambos presidentes anunciaron que los dos gobiernos esperan llegar a un acuerdo sobre la deuda pendiente de Cuba con Argentina de $11 mil millones de dólares de su deuda original de $1.3 mil millones de dólares que Cuba pidió prestada en 1973 (más intereses impagos).

## Visitas de alto nivel

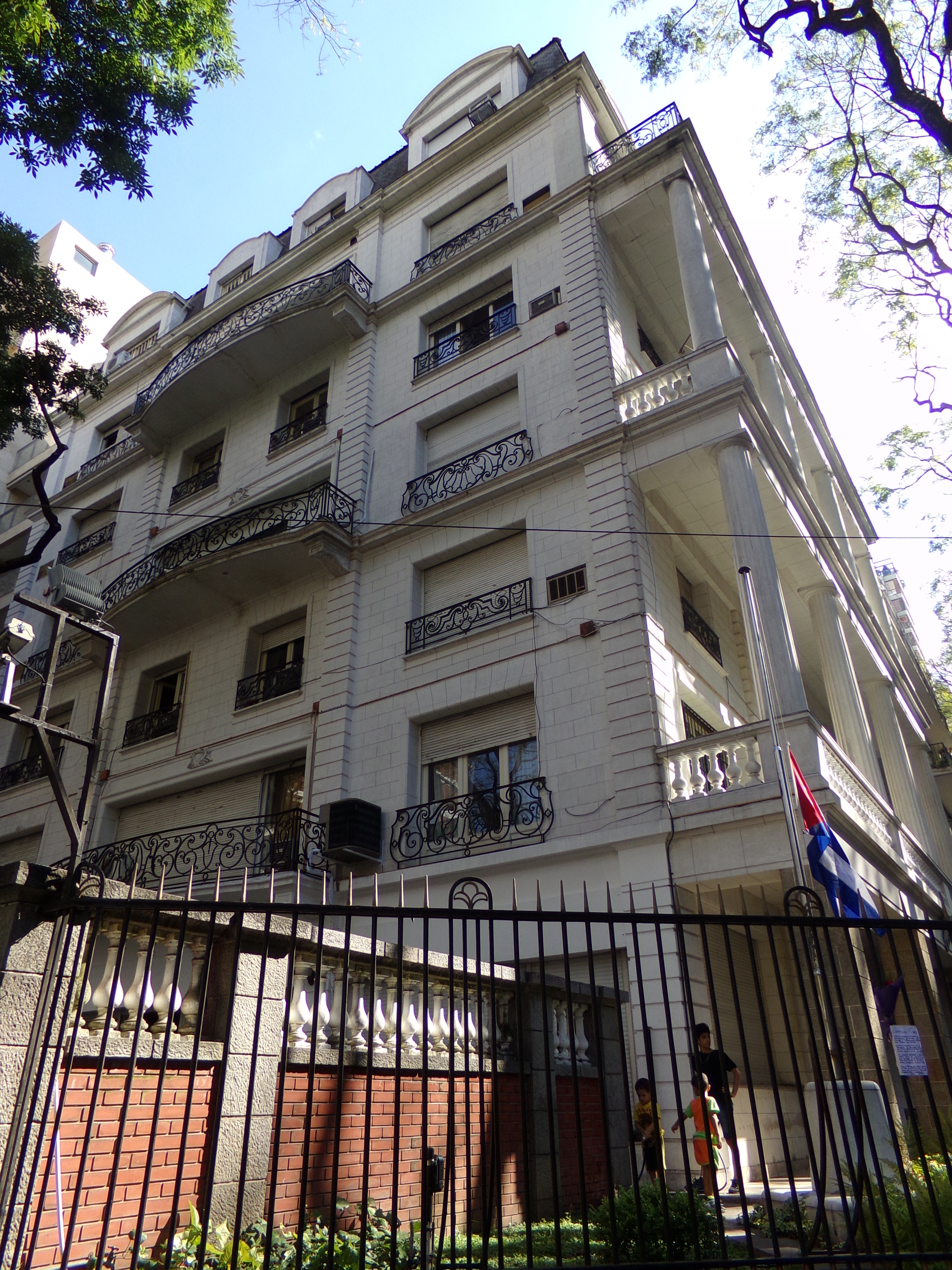
Embajada de Cuba en Buenos Aires

Visitas presidenciales de Argentina a Cuba
- Presidente Raúl Alfonsín (1986)
- Presidenta Cristina Fernández de Kirchner (2009, 2013)

Visitas presidenciales de Cuba a Argentina
- Presidente Fidel Castro (1959, 1995, 2003, 2006)
- Presidente Miguel Díaz-Canel (2019)

## Transporte
Hay vuelos directos entre Argentina y Cuba con Cubana de Aviación.

## Relaciones comerciales
En 2017, el comercio entre las dos naciones sumó más de $200 millones de dólares. Las exportaciones de Argentina a Cuba se basan principalmente en alimentos, mientras que las exportaciones cubanas a Argentina son principalmente productos farmacéuticos y medicamentos.

## Misiones diplomáticas residentes
- Argentina tiene una embajada en La Habana.[16]
- Cuba tiene una embajada en Buenos Aires.[17]